# ハリエット・ホズマー

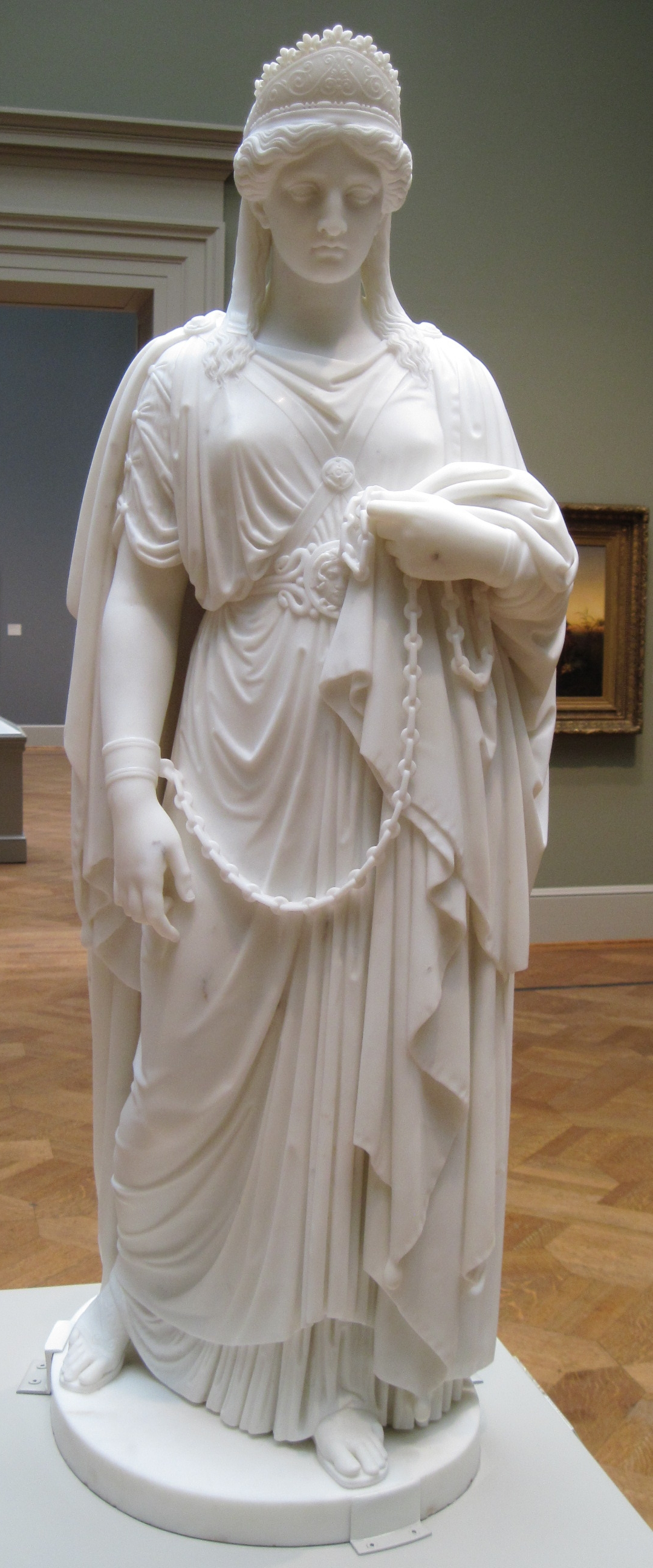
ハリエット・ホズマー作「ゼノビア」

ハリエット・ホズマー（Harriet Hosmer、1830年10月9日 - 1908年2月21日）はアメリカ合衆国生まれの彫刻家である。彫刻家を職業として成功した最初期の女性である。

## 略歴
マサチューセッツ州、ミドルセックス郡のウォータータウンに医師の娘に生まれた。幼い頃、母親と3人の兄弟が肺炎で亡くなり、一人残された娘に父親はスポーツで体を鍛えることを奨励し、ボートや乗馬、登山に熱心に取り組んだ。バークシャー郡のLenoxにある良家の娘を教育するプライベート・スクール、「Sedgwick's School for Young Ladies」で学んだ。この学校の教師たちは女性が自立することを奨励していた。
早くから彫刻家になることを決意し、卒業した後、スタジオを開き、彫刻家に必要な解剖学を学ぶために各地の医学校で学んだ。この頃までに成功した女優のシャーロット・クッシュマン(Charlotte Cushman:1816-1876)と親しくなった。
1852年に、父親と、クッシュマンとローマに移り、ウェールズ出身の彫刻家ジョン・ギブソン(John Gibson: 1790-1866)のスタジオで学んだ。ローマでは文学者を含む多くの芸術家の中で活動し、アン・ホイットニー(Anne Whitney:1821-1915)やエマ・ステビンス(Emma Stebbins: 1815-1882)、エドモニア・ルイス(Edmonia Lewis: 1844-1907)といった女性彫刻家とも交流した。1856年から彫刻の注文が得られるようになり、1857年にセントルイスの商業図書館から注文を受けて、多くの文学作品の題材になった女性、ベアトリーチェ・チェンチの像を制作した。1860年にミズーリ州から注文を受けて、1858年に亡くなった上院議員、トマス・ベントンの銅像を制作した。
1862年にロンドンで展示した、パルミラの女王ゼノビアの像が人気となり、同じ題材の胸像の多くの注文を受けた。捕虜になり鎖で縛られた女性という題材にこの時代の女性芸術家がこめた象徴的な意味が論じられることがある。
その後、アメリカのシカゴやテレホートに住み、1896年のシカゴ万国博覧会に作品を出展した。故郷のウォータータウンで亡くなった。

## 作品

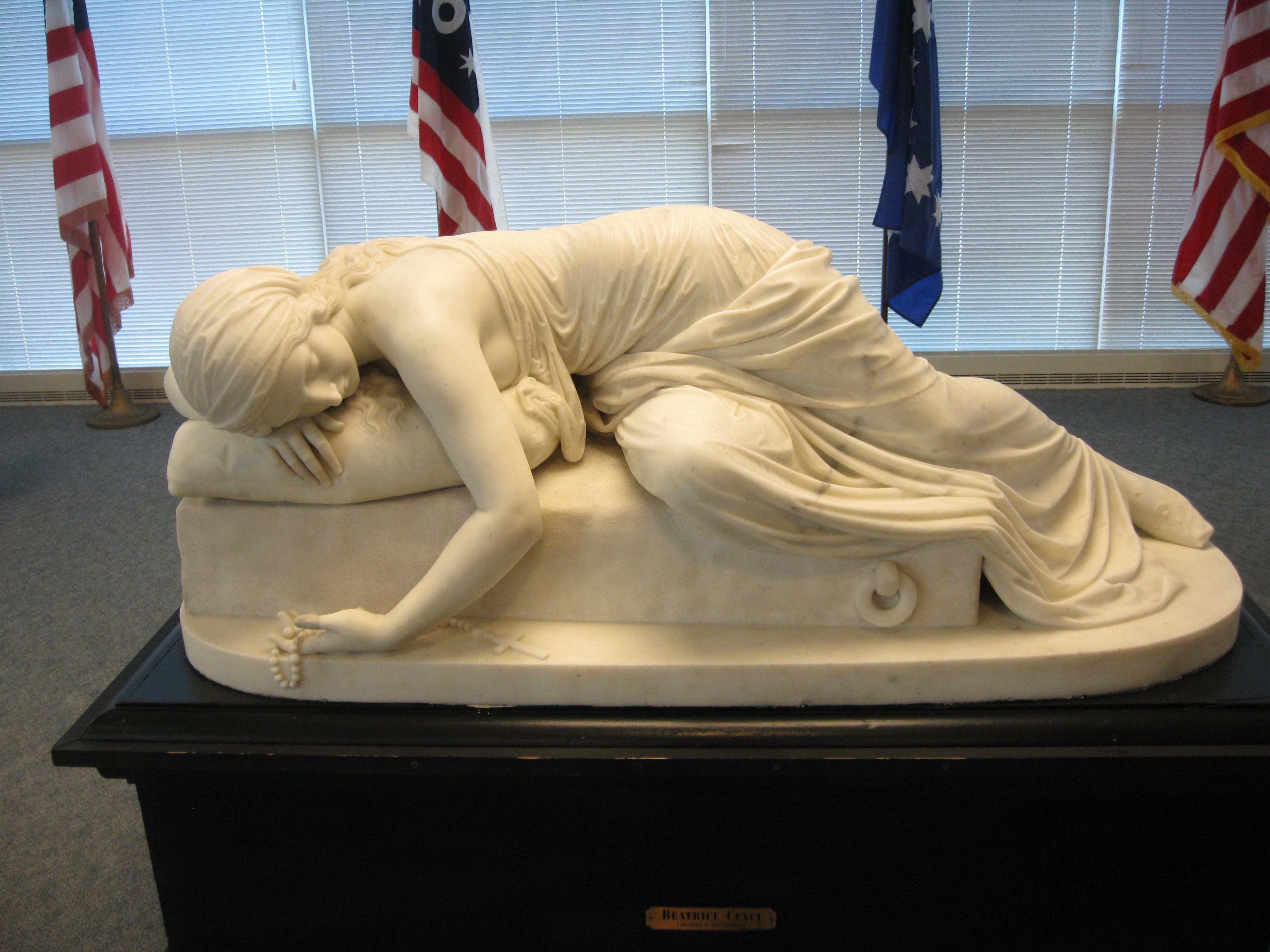
ベアトリーチェ・チェンチ
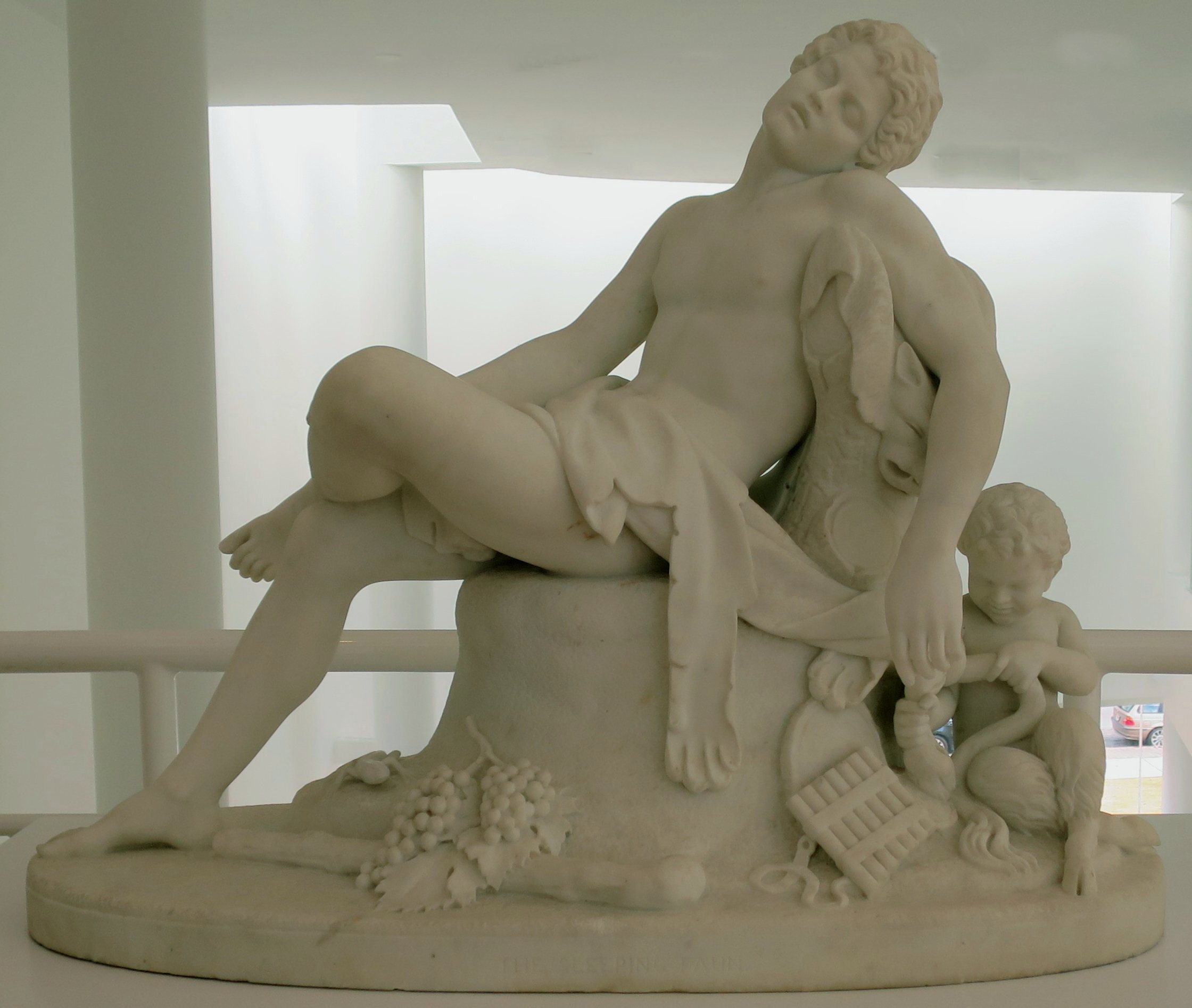
眠るファウヌス
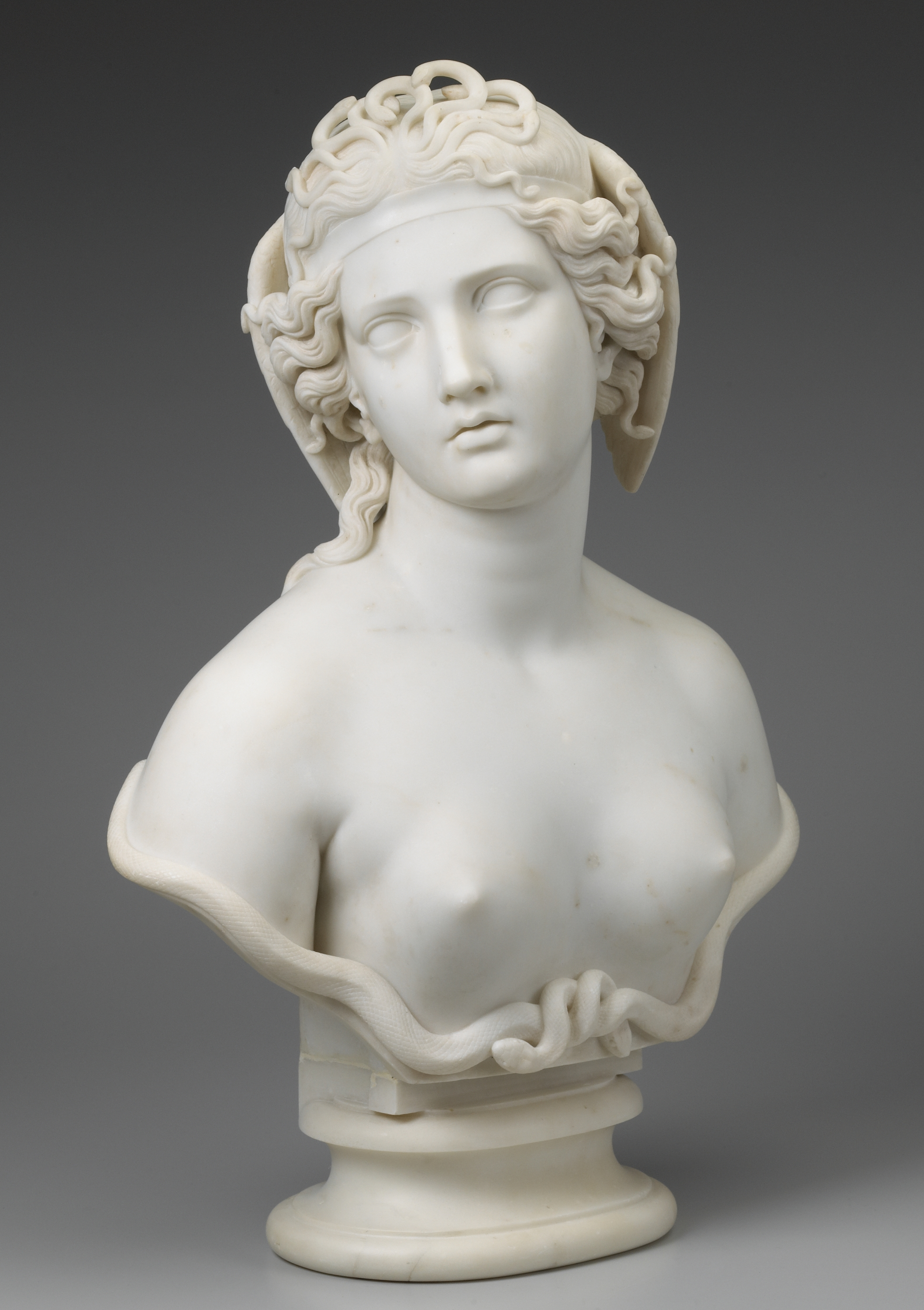
メドゥーサ